# Jacquiniella aporophylla
Jacquiniella aporophylla là một loài thực vật có hoa trong họ Lan. Loài này được (L.O.Williams) Dressler mô tả khoa học đầu tiên năm 1966.